# AEGON Open Nottingham 2015
Aegon Open Nottingham 2015 byl společný tenisový turnaj mužského okruhu ATP World Tour a ženského okruhu WTA Tour, který se odehrával v Nottingham Tennis Centre na otevřených travnatých dvorcích v britském Nottinghamu. Mužská část turnaje probíhala od 21. do 27. června 2015 jako 20. ročník obnoveného turnaje. Ženská část turnaje se konala mezi 8. až 14. červnem 2015 jako 5. ročník obnoveného turnaje.
Jednalo se o premiérový ročník obnovené události na okruzích ATP Tour a WTA Tour, když v letech 2011–2014 turnaj probíhal jako challenger, respektive turnaj kategorie ITF.
Mužská polovina se řadila do kategorie ATP World Tour 250 a její dotace činila 589 160 eur. Ženská část s rozpočtem 250 000 dolarů byla součástí WTA International Tournaments.
Nejvýše nasazeným hráčem v mužské dvouhře byl světový hráč číslo sedm David Ferrer ze Španělska, kterého v 2. kole vyřadil kyperský tenista Marcos Baghdatis. V ženském singlu plnila roli turnajové jedničky třináctá hráčka žebříčku Agnieszka Radwańská z Polska, která však v semifinále nestačila na rumunskou hráčku Monicu Niculescuovou.
První singlové tituly na okruzích si připsali Denis Istomin z Uzbekistánu a Chorvatka Ana Konjuhová. Mužskou čtyřhru vyhrála dvojice Chris Guccione a André Sá a v ženském deblu triumfoval americký pár Raquel Kopsová-Jonesová a Abigail Spearsová.

## Dvouhra mužů

### Nasazení

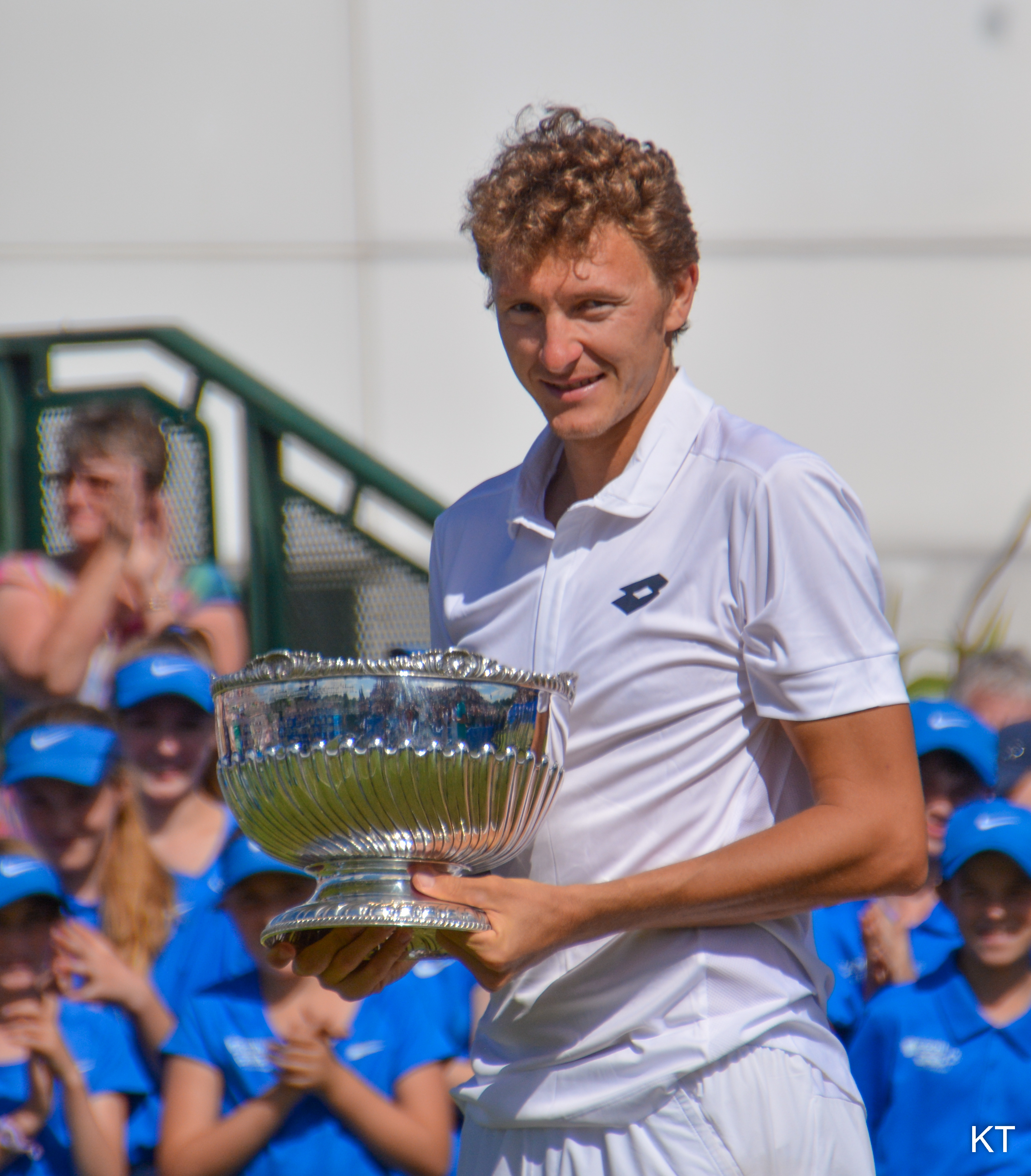
Vítěz dvouhry Denis Istomin

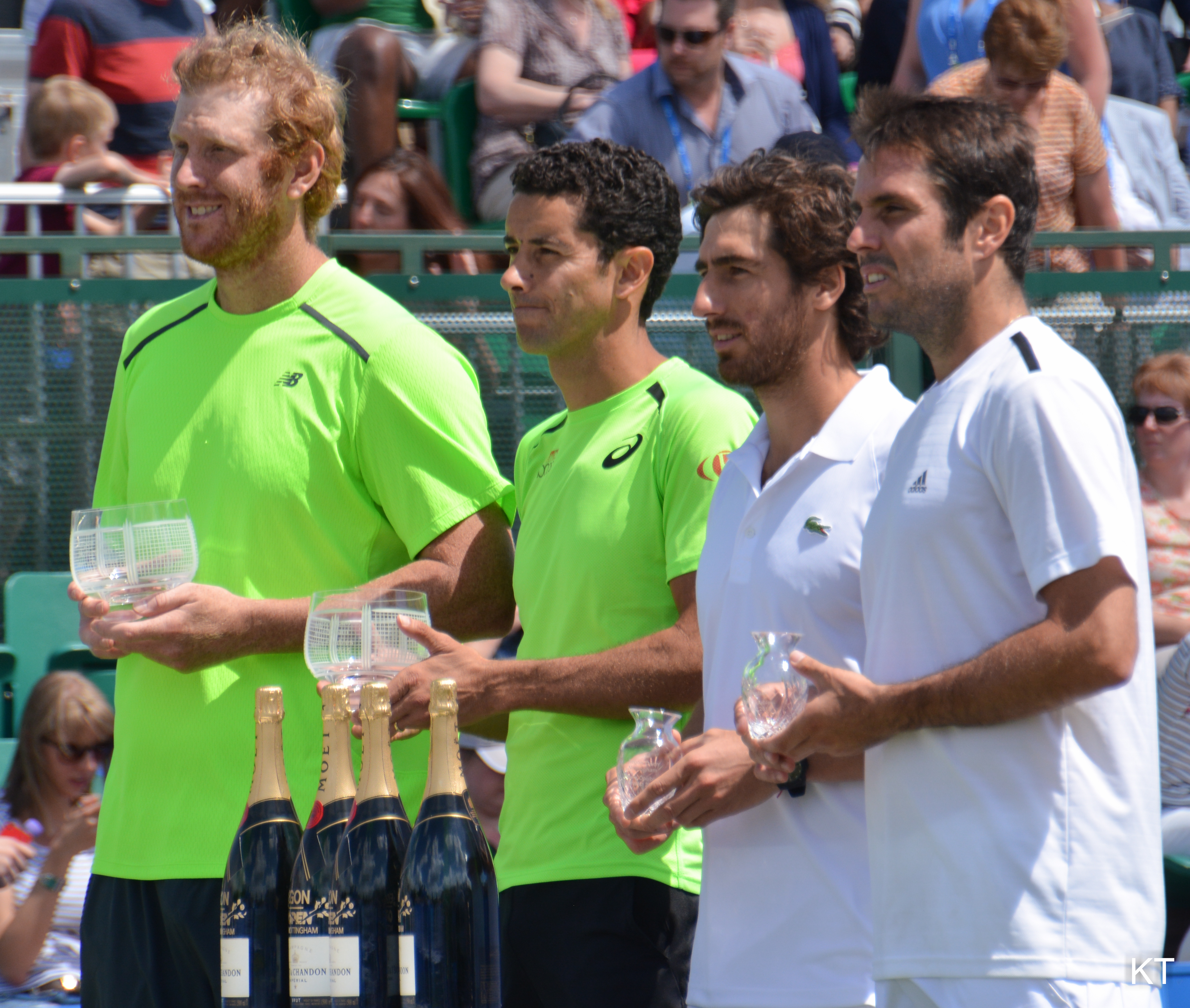
Vítězové a finalisté Chris Guccione, André Sá, Pablo Cuevas a David Marrero

| Stát                           | Hráč             | ATP | Nasazení |
| ------------------------------ | ---------------- | --- | -------- |
| Španělsko                      | David Ferrer     | 7.  | 1.       |
| Francie                        | Gilles Simon     | 13. | 2.       |
| Španělsko                      | Feliciano López  | 14. | 3.       |
| Argentina                      | Leonardo Mayer   | 22. | 4.       |
| Uruguay                        | Pablo Cuevas     | 23. | 5.       |
| Srbsko                         | Viktor Troicki   | 25. | 6.       |
| Rakousko                       | Dominic Thiem    | 29. | 7.       |
| Francie                        | Adrian Mannarino | 32. | 8.       |
| Argentina                      | Juan Mónaco      | 33. | 9.       |
| Slovensko                      | Martin Kližan    | 35. | 10.      |
| Španělsko                      | Pablo Andújar    | 36. | 11.      |
| USA                            | Sam Querrey      | 38. | 12.      |
| Brazílie                       | Thomaz Bellucci  | 40. | 13.      |
| Portugalsko                    | João Sousa       | 44. | 14.      |
| Itálie                         | Andreas Seppi    | 45. | 15.      |
| Česko                          | Jiří Veselý      | 46. | 16.      |
| Žebříček ATP k 15. červnu 2015 |                  |     |          |

### Jiné formy účasti
Následující hráči obdrželi divokou kartu do hlavní soutěže:
- Kyle Edmund
- Taylor Fritz
- James Ward
- Alexander Zverev

Následující hráči postoupili z kvalifikace:
- Ruben Bemelmans
- Dudi Sela
- Go Soeda
- Mischa Zverev

### Odhlášení
před zahájením turnaje
- Benjamin Becker → nahradil jej Lu Jan-sun
- Julien Benneteau → nahradil jej Santiago Giraldo
- Jérémy Chardy → nahradil jej Aljaž Bedene
- David Goffin → nahradil jej Thomaz Bellucci
- Nick Kyrgios → nahradil jej Alexandr Dolgopolov
- Gilles Müller → nahradil jej Malek Džazírí
- Jo-Wilfried Tsonga → nahradil jej Tim Smyczek
- Michail Južnyj → nahradil jej Denis Istomin

### Zranění
- Marcos Baghdatis
- Víctor Estrella Burgos
- Vasek Pospisil

## Mužská čtyřhra

### Nasazení
| Stát                                                                                    | Hráč                 | Stát               | Hráč          | ATP | Nasazení |
| --------------------------------------------------------------------------------------- | -------------------- | ------------------ | ------------- | --- | -------- |
| Španělsko                                                                               | Marcel Granollers    | Indie              | Leander Paes  | 36. | 1.       |
| Uruguay                                                                                 | Pablo Cuevas         | Španělsko          | David Marrero | 52. | 2.       |
| Kolumbie                                                                                | Juan Sebastián Cabal | Kolumbie           | Robert Farah  | 61. | 3.       |
| Spojené království                                                                      | Dominic Inglot       | Spojené království | Jamie Murray  | 61. | 4.       |
| Žebříček ATP k 15. červnu 2015; číslo je součtem žebříčkového postavení obou členů páru |                      |                    |               |     |          |

### Jiné formy účasti
Následující páry obdržely divokou kartu do hlavní soutěže:
- Eric Butorac /  Colin Fleming
- Ken Skupski /  Neal Skupski

Následující pár nastoupil do soutěže z pozice náhradníka:
- Łukasz Kubot /  Max Mirnyj

### Odhlášení
před zahájením turnaje
- Thomaz Bellucci (zranění zad)

během turnaje
- Ajsám Kúreší (zranění kolene)

## Ženská dvouhra

### Nasazení
| Stát                           | Hráčka               | WTA | Nasazení |
| ------------------------------ | -------------------- | --- | -------- |
| Polsko                         | Agnieszka Radwańská  | 14. | 1.       |
| Kazachstán                     | Zarina Dijasová      | 32. | 2.       |
| USA                            | Varvara Lepčenková   | 34. | 3.       |
| Itálie                         | Karin Knappová       | 42. | 4.       |
| USA                            | Alison Riskeová      | 47. | 5.       |
| Austrálie                      | Casey Dellacquová    | 48. | 6.       |
| Slovensko                      | Magdaléna Rybáriková | 57. | 7.       |
| Chorvatsko                     | Ajla Tomljanovićová  | 58. | 8.       |
| Žebříček WTA k 25. květnu 2015 |                      |     |          |

### Jiné formy účasti
Následující hráčky obdržely divokou kartu do hlavní soutěže:
- Katy Dunneová
- Johanna Kontaová
- Agnieszka Radwańská

Následující hráčky postoupily z kvalifikace:
- Jarmila Gajdošová
- Olga Govorcovová
- Alla Kudrjavcevová
- Sachia Vickeryová

### Zranění
- Yanina Wickmayerová (problémy s trávením)

### Odhlášení
před zahájením turnaje
- Mona Barthelová → nahradila ji Yanina Wickmayerová
- Alexandra Dulgheruová → nahradila ji Stefanie Vögeleová
- Julia Görgesová → nahradila ji Nicole Gibbsová
- Pcheng Šuaj → nahradila ji Shelby Rogersová
- Roberta Vinciová → nahradila ji Wang Čchiang
- Heather Watsonová → nahradila ji Magda Linetteová

## Ženská čtyřhra

### Nasazení
| Stát                                                                                    | Hráčka                  | Stát  | Hráčka             | WTA | Nasazení |
| --------------------------------------------------------------------------------------- | ----------------------- | ----- | ------------------ | --- | -------- |
| USA                                                                                     | Raquel Kopsová-Jonesová | USA   | Abigail Spearsová  | 30. | 1.       |
| Čínská Tchaj-pej                                                                        | Čan Jung-žan            | Čína  | Čeng Ťie           | 52. | 2.       |
| Čínská Tchaj-pej                                                                        | Čan Chao-čching         | Rusko | Alla Kudrjavcevová | 54. | 3.       |
| Zimbabwe                                                                                | Cara Blacková           | USA   | Lisa Raymondová    | 59. | 4.       |
| Žebříček WTA k 25. květnu 2015; číslo je součtem žebříčkového postavení obou členů páru |                         |       |                    |     |          |

### Jiné formy účasti
Následující páry obdržely divokou kartu do hlavní soutěže:
- Lucie Hradecká /  Francesca Schiavoneová

## Přehled finále

### Mužská dvouhra
- Denis Istomin def.  Sam Querrey, 7–6(7–1), 7–6(8–6)

### Ženská dvouhra
- Ana Konjuhová vs.  Monica Niculescuová, 1-6, 6-4, 6-2

### Mužská čtyřhra
- Chris Guccione /  André Sá def.  Pablo Cuevas /  David Marrero, 6–2, 7–5

### Ženská čtyřhra
- Raquel Kopsová-Jonesová /  Abigail Spearsová vs.  Jocelyn Raeová /  Anna Smithová, 3–6, 6–3, [11–9]